# Vetrina

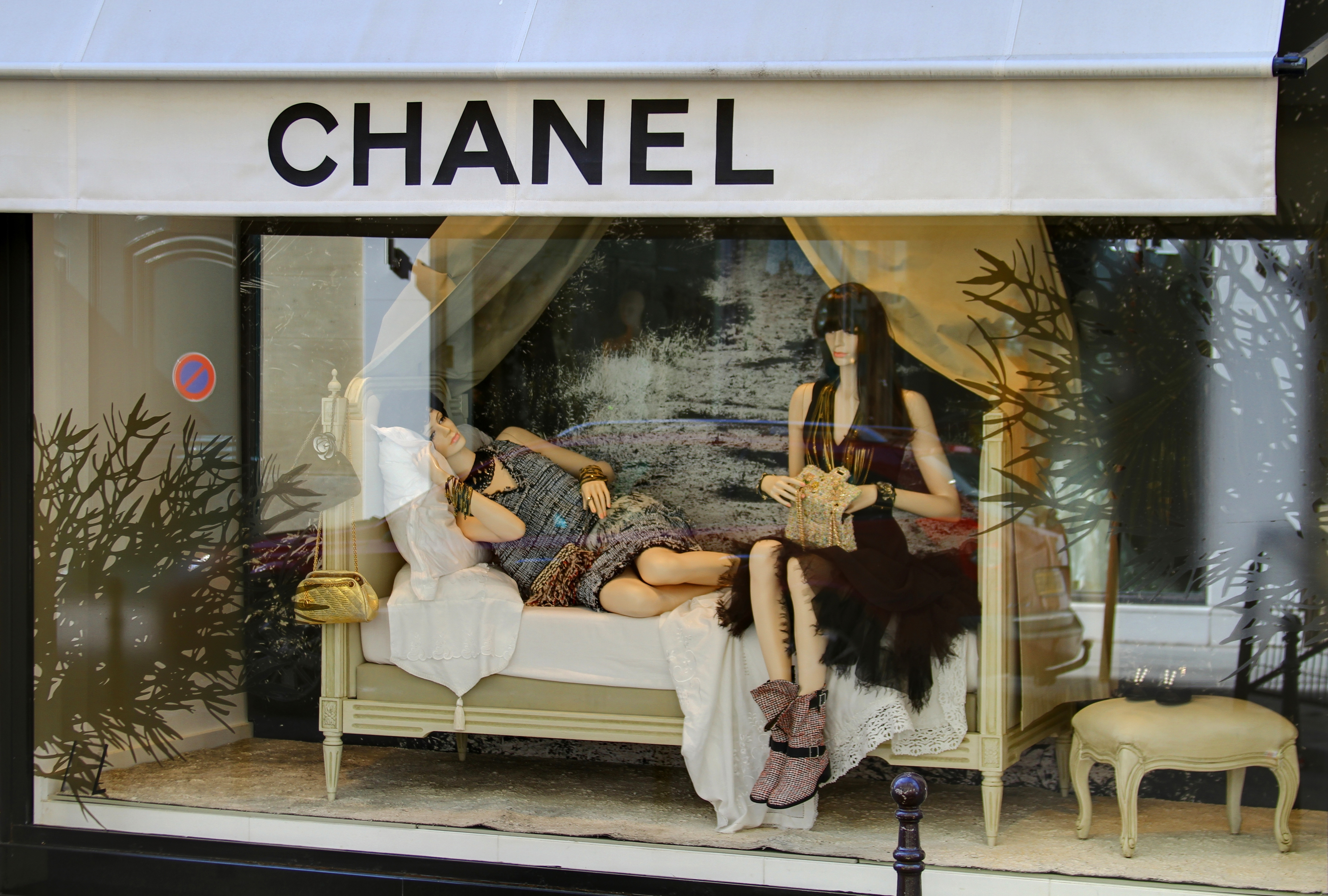
Vetrina di un negozio di Chanel a Parigi

Una vetrina è un tipo speciale di finestra di un negozio che permette l'esposizione delle merci in vendita e progettata in modo da attirare l'attenzione dei clienti. Solitamente ci si riferisce alle vetrine sulla facciata del negozio.